# Diogenià de Cízic
Diogenià de Cízic, en llatí Diogenianus, en grec antic Διογενειανός, fou un gramàtic grec nasciut a Cízic esmentat per Plutarc, també anomenat Diògenes, segons Suides.
S'ha suposat que podria ser el mateix personatge que Diògenes Laerci al qual Joan Tzetzes anomena Diogenià. Suides diu que va ser autor d'un llibre sobre les set illes, sobre l'alfabet, sobre poesia i altres. No es pot assegurar si aquest Diògenes mencionat per Plutarc és el mateix que el Diògenes del que Eusebi de Cesarea cita un fragment sobre la futilitat dels oracles.